# 5366 Rhianjones
5366 Rhianjones este un asteroid din centura principală de asteroizi.

## Descriere
5366 Rhianjones este un asteroid din centura principală de asteroizi. A fost descoperit pe 2 martie 1981 la Siding Spring de Schelte J. Bus. Asteroidul prezintă o orbită caracterizată de o semiaxă mare de 2,24 ua, o excentricitate de 0,21 și o înclinație de 4,0° în raport cu ecliptica.